# Ville Koistinen
Ville Koistinen (Oulu, 17 giugno 1982) è un hockeista su ghiaccio finlandese.

## Palmarès

### Mondiali
- 2 medaglie:
  - 1 argento (Russia 2007)
  - 1 bronzo (Canada 2008)